# Ángel Valero y Algora
Ángel Valero de Bernabé y Algora (Épila, 1825-Épila, 12 de febrero de 1897) fue un político español.

## Reseña biográfica
De familia noble, estaba emparentado a través de su abuela materna con Pedro de Arbués en lo que era uno de los principales linajes aristocráticos de Épila. Su primo Policarpo Valero de Bernabé fue alcalde de Épila mientras que Ángel fue propietario en el valle del Jalón, constando su posesión de rentas en Épila, Bardallur, Rueda de Jalón, Plasencia de Jalón y La Almunia de Doña Godina. Estuvo casado con Eugenia García Orue, condesa de Monte Negrón, con quien tuvo cinco hijos.
Valero, que fue miembro del partido moderado, obtuvo escaño de diputado a Cortes por el distrito electoral de La Almunia de Doña Godina de 1863 a 1867 en las postrimetrías del reinado de Isabel II de España. Se trataba de otro de los casos de dinastías políticas locales de los propietarios de la zona, como la de la familia Ribo en Cariñena y Belchite. Con el Sexenio Democrático dejó de desempeñar cargos políticos en Cortes, probablemente por su perfil conservador y ante las reformas de la ley electoral para combatir el caciquismo. Consta de esa época un viaje en 1867 a Roma para asistir con su primo a la beatificación de Pedro de Arbués.
Tras dicho sexenio, la proclamación de Alfonso XII a comienzos de 1875 supuso la destitución de la corporación de la Diputación Provincial de Zaragoza. Ángel Valero fue elegido presidente de la nueva diputación en la sesión de 8 de enero de 1875. Desde esa fecha al 4 de febrero de 1876 fue presidente de la Diputación Provincial de Zaragoza.
Renunció al cargo de diputado provincial en la sesión de 4 de febrero de 1876 por ser nombrado diputado a Cortes de la Restauración por su antiguo distrito de La Almunia. En 1877 fue nombrado senador vitalicio por la provincia de Zaragoza. El 12 de julio de 1895 fue nombrado miembro del Consejo de Estado de España.
No se desvinculó por su actividad en la capital de la política local, siendo entre 1876 y 1880 el primer presidente de la Caja de Ahorros y Monte de Piedad de Zaragoza. También consta entre los defensores en el senado de la iniciativa del ferrocarril de Cariñena a Zaragoza.